# Movimiento Juvenil Salesiano
El Movimiento Juvenil Salesiano, identificado por las siglas «MJS» o «SYM», esta segunda del inglés Salesian Youth Movement, es un movimiento de la Iglesia, perteneciente a la Familia Salesiana. En España, concretamente en Andalucía, desde 1994 y al menos hasta 2002, la organización editaba una revista titulada Juntos.